# Usurbil
Usúrbil (en èuscar i oficialment Usurbil) és un municipi de Guipúscoa, de la comarca del Donostialdea. Inclou els nuclis d'Usúrbil, Atxega Alde, Santu-Enea, Kalezar, Zubieta, Aginaga i San Esteban.

## Demografia
| 1900  | 1910  | 1920  | 1930  | 1940  | 1950  | 1960  | 1970  | 1981  | 1991  | 2000  | 2005  |
| ----- | ----- | ----- | ----- | ----- | ----- | ----- | ----- | ----- | ----- | ----- | ----- |
| 2.988 | 3.161 | 3.476 | 3.394 | 3.514 | 4.013 | 4.041 | 4.489 | 4.916 | 5.308 | 5.305 | 5.669 |

## Administració
| 2011 | Mertxe Aizpurua (Bildu)          |
| 2007 | Xabier Mikel Errekondo (EAE-ANV) |
| 2003 | Luis María Ormaetxea (EA)        |
| 1999 | José Antonio Altuna (EH)         |
| 1995 | José Antonio Altuna (HB)         |
| 1991 | José Antonio Altuna (HB)         |
| 1987 | José Antonio Altuna (HB)         |
| 1983 | Martín Larrañaga (EAJ-PNV)       |
| 1979 | Andrés Bruño (EAJ-PNV)           |

Usúrbil és una localitat en el qual els partits nacionalistes bascos obtenen entre un 75% i 80% dels vots. Es pot dir que aquest vot al seu torn està dividit a parts gairebé iguals entre el nacionalisme moderat i l'esquerra abertzale. Després del restabliment de la democràcia l'ajuntament va recaure en mans del PNB, però l'escissió d'aquest partit el 1986, que va donar origen a EA, va propiciar que el vot nacionalista es dividís recaient l'ajuntament per primera vegada en Herri Batasuna. L'alcalde abertzale José Antonio Altuna es va mantenir 16 anys al capdavant del càrrec convertint a Usúrbil en un dels feus de Batasuna en el cinturó que envolta Sant Sebastià. Algunes de les seves reeleccions li van atorgar majoria absoluta al capdavant de l'ajuntament. No obstant això, la il·legalització de Batasuna va impedir que Altuna pogués presentar-se a la reelecció el 2003, recaient l'ajuntament en Luis María Ormaetxea de EA, el candidat més votat entre els quals van poder presentar-se. En les últimes eleccions autonòmiques de 2005 va resultar vencedora la coalició nacionalista basca PNB-EA, amb el 39,3% dels vots, seguit dels independentistes d'EHAK amb el 33,3%, el PSE-EE amb l'11% dels vots; els independentistes d'Aralar amb el 6% i el Partit Popular (PP) amb el 5,8%.

## Personatges cèlebres
- Andoni Iraola (1982): Futbolista de l'Athletic Club de Bilbao.
- Haimar Zubeldia (1977) : Ciclista professional de l'Euskaltel-Euskadi.
- José Antonio Artze (1939) : Escriptor i músic. A ell i al seu germà Jesús es deu la resurrecció i difusió de la txalaparta.
- Xabier Mikel Errekondo (1964): Exjugador d'handbol.
- Imanol Agirretxe (1987): Futbolista de la Reial Societat.